# Kościół ewangelicko-augsburski w Sompolnie
Kościół ewangelicko-augsburski – kościół filialny należący do parafii Ewangelicko-Augsburskiej w Koninie. Znajduje się w mieście Sompolno, w powiecie konińskim, w województwie wielkopolskim.
Jest to świątynia wzniesiona w latach 1839-1861. Kamień węgielny pod budowę został poświęcony przez księdza superintendenta (zwierzchnika Diecezji) Boernera w dniu 6 czerwca 1839 roku. Ukończony kościół został poświęcony w dniu 30 maja 1961 roku przez generalnego superintendenta (biskupa Kościoła) Ludwiga. Budowla reprezentuje styl późnoklasycystyczny. Projektantem budowli był Bonifacy Witkowski. 
W 1945 roku władze państwowe potraktowały świątynię jako mienie poniemieckie i urządziły w świątyni magazyn zbożowy, wyposażenie świątyni, razem ze sprzętem liturgicznym, zostało skradzione. W dniu 16 marca 1952 roku zostało odprawione w kościele pierwsze po II wojnie światowej nabożeństwo – dla niewielu już pozostałych parafian przez księdza seniora (zwierzchnika diecezji) Ryszarda Trenklera. Po nabożeństwie została wybrana Rada Parafialna. W dniu 29 czerwca 1967 roku Konsystorz przemianował Parafię w Sompolnie na filię parafii we Włocławku, a następnie w Koninie.